# Vojňanské podhůří
Vojňanské podhůří je geomorfologickou částí Popradské kotliny. Nachází se v její severovýchodní části, přibližně 4 km západně od města Podolínec.

## Vymezení
Vojňanské podhůří se nachází v severovýchodní části Podtatranské kotliny, na severovýchodním okraji podcelku Popradská kotlina. Zabírá zvlněné území v podhůří Spišské Magury v pásu od Výborné na západě, po Toporec u města Podolínec na severovýchodě. Z významnějších sídel zde leží ještě obec Vojňany, která dala této části pojmenování. V rámci Popradské kotliny sousedí na jihu s částí Lomnická pahorkatina. Na severu sousedí podcelek Veterný vrch, severozápadně leží Repiská, obě součásti Spišské Magury.
Podhůřím tečou jihovýchodním směrem vodní toky ze Spišské Magury do řeky Poprad. Jde o menší potoky, z nichž nejvýznamnější jsou Toporský potok, Vojnianský potok a Vojnianka. Celá oblast patří do úmoří Baltského moře a povodí Popradu.
Sídla, ležící v této podhorské části Popradské kotliny, jsou dostupné silnicemi III. třídy, které ústí do silnice I/77 (Spišská Belá - Stará Ľubovňa). Západní polovinou prochází silnice II/542 (Spišská Belá - Spišská Stará Ves), která zpřístupňuje tuto oblast.

## Ochrana území
Tato část Popradské kotliny leží mimo velkoplošně chráněná území a nevyskytuje se zde ani žádná z maloplošných, zvláště chráněných lokalit. Východně od Vojňanského podhůří se nachází národní přírodní rezervace Belianské lúky, severovýchodně se v hornatém terénu Spišské Magury nachází přírodní památka Jaskyňa v Skalke a Jaskyňa v Čube.

## Turismus
Severovýchodní část Popradské kotliny patří mezi klidnější oblasti. Turisticky zajímavé jsou historické památky spišských měst, jakož i některé lokality v blízkém pohoří. Nedaleko od obce Vojňany leží lyžařský areál a Vojňanská hora (930 m n. m.) je využívaná na závěsné létání. Jediný ( zeleně) značený chodník, vedoucí východním okrajem území, spojuje Podolínec s turisticky atraktívní obcí Vyšné Ružbachy.